# Табачников Віталій Віталійович
Віталій Віталійович Табачников (рос. Виталий Витальевич Табачников; 15 січня 1976, Заря, Гулькевицький район, Краснодарський край, РРФСР — 25 липня 2023, Україна) — російський військовий льотчик, полковник ПКС РФ. Герой Російської Федерації.

## Біографія
Син офіцера-вертольотника. В 1993 році закінчив Єйську спеціалізовану школу-інтернат з початковою військовою підготовкою, в 1998 році — Сизранське вище військове авіаційне училище льотчиків. Після цього служив у Військово-повітряних (з 2015 років — Повітряно-космічних) сил, в тому числі в 344-му центрі бойового застосування і перенавчання льотного складу армійської авіації в Торжку, де до 2020 року був начальником науково-дослідного відділу з льотно-методичної роботи та практичної аеродинаміки військових випробувань, старшим інструктором і льотчиком-дослідником. Учасник інтервенції в Сирію. З 2020 року служив в 112-му окремому вертолітному полку в Читі. З лютого 2022 року брав участь у вторгненні в Україну, командир свого полку. 25 липня 2023 року вертоліт Ка-52, який пілотував Табачник, був збитий зенітною ракетою і він загинув. Похований в Митищинському районі.

## Нагороди
- Орден Мужності
- Медаль ордена «За заслуги перед Вітчизною» 2-го ступеня з мечами
- Медаль «За військову доблесть» 2-го ступеня
- Медаль «За відзнаку у військовій службі» 3-го, 2-го і 1-го ступеня (20 років)
- Медаль «Учаснику військової операції в Сирії»
- Медаль «За участь у військовому параді в День Перемоги» — нагороджений двічі.
- Медаль «200 років Міністерству оборони»
- Звання «Герой Російської Федерації» (2 листопада 2023, посмертно) — « за мужність і героїзм, проявлені під час виконання військового обов'язку.» 9 грудня медаль «Золота зірка» була передана рідним Табачникова начальником армійської авіації генерал-майором Ігорем Романовим.